# BMW i3
O BMW i3 é um veículo elétrico produzido pela BMW lançado na Europa em novembro de 2013, e nos Estados Unidos em maio de 2014.
Com uma única carga o i3 tem autonomia de 130 km(6h na tomada ja se roda 100km), segundo os testes da EPA, que pode ser acrescentado em até 240 km com a opção de extensor de autonomia (REx). Com bateria de 42kwh a autonomia sobe pra 359 Km. Pesquisas revelam que os 240 Km é adequado às necessidades diárias da maioria dos motoristas nos centros urbanos.
Estados Unidos, Alemanha, Noruega e Reino Unido são os principais mercados do i3. A Noruega lidera como o mercado com a maior penetração per capita do i3 no mundo devido ao tamanho de sua população.  As vendas globais atingiram um total de 19.256 i3's ao início de fevereiro de 2015.

## Brasil

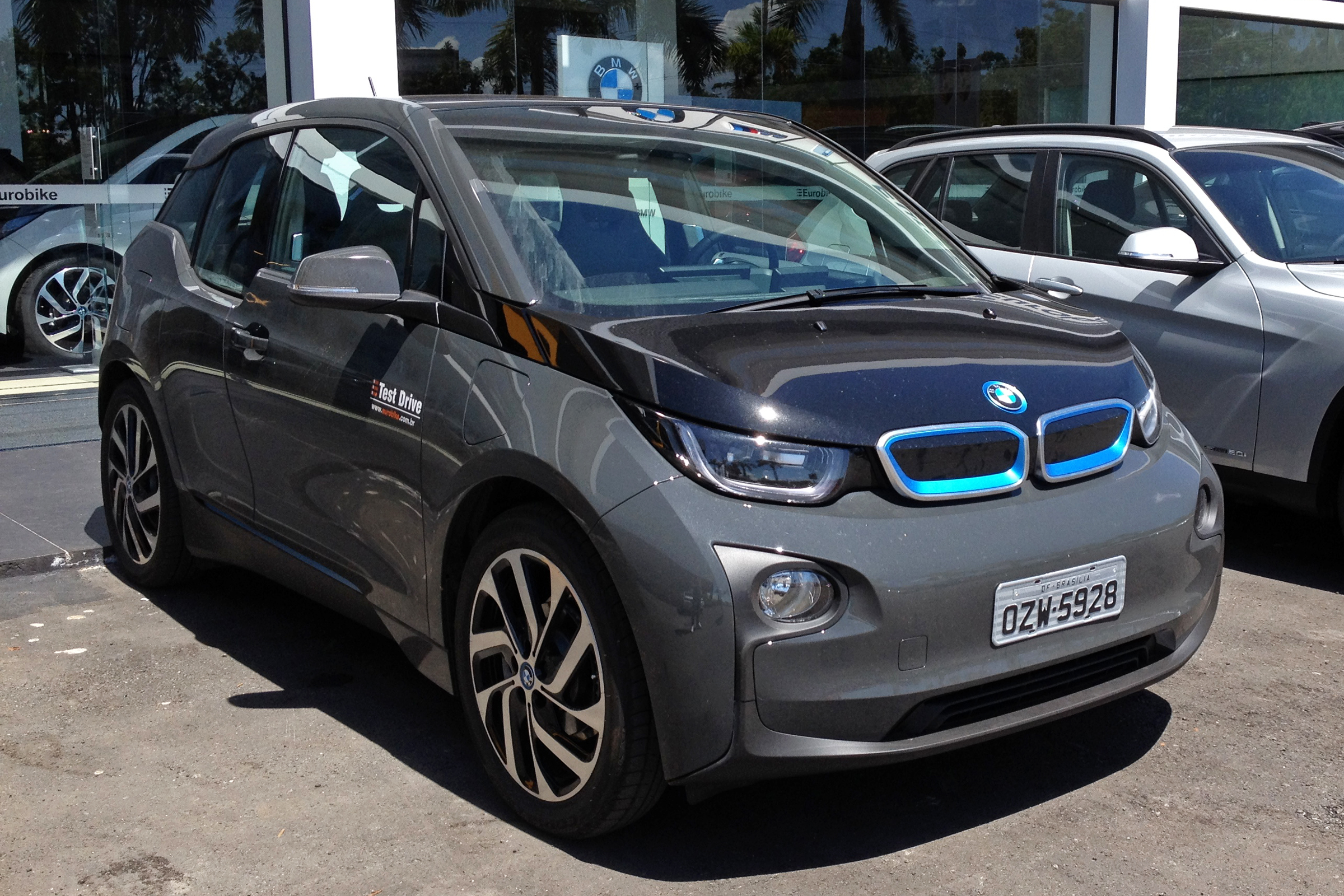
BMW i3 REx em Brasília

Em setembro de 2014, o BMW i3 tornou-se o primeiro carro elétrico plug-in (Zero-Emissões) disponível no país para clientes do varejo. Devido a falta de incentivos fiscais do governo federal, o preço do i3 parte de R$ 225.950 e custa a partir de R$ 235.950 para o modelo com extensor de autonomia (REx).
A BMW tem um lote inicial de 130  unidades reservado para o mercado brasileiro. Inicialmente o i3 estará disponível em concessionárias de oito cidadedes: São Paulo, Rio de Janeiro, Curitiba, Brasília, Belo Horizonte, Salvador, Recife e Joinville. Pela lei municipal aprovada em São Paulo em maio de 2014, os i3 emplacados na cidade gozam de isenção do rodízio de veículos de São Paulo.

## Galeria
- Conceito de BMW i3
- BMW i3 carregando
- Vista traseira
- Vista frontal
- Interior do veículo
- Motor elétrico localizado entre o eixo traseiro